# Block Block
Cet article possède un paronyme, voir Block.
Block Block est un jeu vidéo de casse-briques développé et commercialisé par Capcom. Il est sorti en octobre 1991 sur système d'arcade Mitchell ; il est porté en 2006 sur PlayStation 2, Xbox, PlayStation Portable,.

## Portages
Block Block a été réédité en 2006 sur PlayStation 2 et Xbox dans la compilation Capcom Classics Collection Volume 2. Le jeu est également édité la même année sur PlayStation Portable dans la compilation Capcom Classics Collection Remixed et dans une autre compilation, Capcom Puzzle World.